# Francesco Saverio Vinci
Francesco Saverio Vinci (Milano, 10 novembre 1962) è un banchiere e dirigente d'azienda italiano, Direttore Generale di Mediobanca.

## Biografia
Francesco Saverio Vinci, nato a Milano il 10 novembre 1962, è coniugato, con due figli.
Dopo aver conseguito la maturità classica nel 1981, si è iscritto alla facoltà di Economia Aziendale dell'Università Bocconi di Milano, dove si è laureato nel 1987.

## La carriera in Mediobanca
Assunto in Mediobanca nel giugno 1987, Francesco Saverio Vinci svolge l'intera carriera con crescenti responsabilità internamente all'Istituto. Nel 2000 è nominato Direttore Centrale dell'area Mercati Finanziari, comprendente le attività di funding, tesoreria, ALM, trading e capital markets sui prodotti equity e fixed income. Nel marzo 2006 è nominato Vice direttore Generale, nel luglio 2007 componente del Consiglio di Gestione. Dall'ottobre 2008 è Consigliere di Amministrazione e membro del Comitato Esecutivo, nel maggio 2010 viene nominato Direttore Generale e Vice Presidente del Comitato Esecutivo.

## Altre cariche ricoperte
- Consigliere di Amministrazione di Assicurazioni Generali, Banca Esperia, Compagnie Monégasque de Banque, Italmobiliare, Perseo.
- Vice Presidente di Mediobanca Securities USA LLC – City of Dover, Country of Kent, Delaware (USA).